# Ассоло
Ассоло (італ. Assolo, сард. Assolu) — муніципалітет в Італії, у регіоні Сардинія,  провінція Ористано.
Ассоло розташоване на відстані близько 380 км на південний захід від Рима, 70 км на північ від Кальярі, 30 км на схід від Ористано.
Населення — 403 особи (2014).
Покровитель — San Sebastiano.

## Демографія
Населення за роками:

Станом на 1 січня 2023 року в муніципалітеті офіційно проживало 5 іноземців (громадян Румунії).

## Сусідні муніципалітети
- Альбаджара
- Дженоні
- Нуречі
- Сеніс
- Вілла-Сант'Антоніо